# Winterbladroller
De winterbladroller (Exapate congelatella) is een vlinder uit de familie bladrollers (Tortricidae). De wetenschappelijke naam is voor het eerst geldig gepubliceerd in 1759 door Clerck.
De soort komt voor in Europa.